# Santigny
Santigny es una localidad y comuna francesa situada en la región de Borgoña, departamento de Yonne, en el distrito de Avallon y cantón de Guillon.

## Demografía
| 328 | 355 | 328 | 379 | 397 | 353 | 383 | 366 | 334 | 319 | 318 | 328 | 317 | 293 | 291 | 271 | 242 | 251 | 240 | 223 | 180 | 156 | 172 | 137 | 146 | 141 | 129 | 110 | 107 | 107 | 89 | 90 | 117 |
| Para los censos de 1962 a 1999 la población legal corresponde a la población sin duplicidades (Fuente: INSEE [Consultar]) |     |     |     |     |     |     |     |     |     |     |     |     |     |     |     |     |     |     |     |     |     |     |     |     |     |     |     |     |     |    |    |     |